# Campeonato Paraguaio de Futebol de 1916
O Campeonato Paraguaio de Futebol de 1916 foi o décimo torneio desta competição. Recebeu o nome de "Copa El Diario", referente a um jornal local.Participaram sete equipes. Na época ainda existia a liga dissidente (Copa Centenário), que corria em paralelo.
| Equipe             | Cidade   | Departamento     | No ano anterior                                                            | Estádio | Capacidade | Títulos        | Participações |
| ------------------ | -------- | ---------------- | -------------------------------------------------------------------------- | ------- | ---------- | -------------- | ------------- |
| Club River Plate   | Assunção | Distrito Capital | Sexto Lugar                                                                | --      | --         | 0 (não possui) | 3             |
| Club Cerro Porteño | Assunção | Distrito Capital | Campeão                                                                    | --      | --         | 2 (1913, 1915) | 4             |
| Club Guaraní       | Assunção | Distrito Capital | Terceiro Lugar                                                             | --      | --         | 2 (1906,1907 ) | 9             |
| Club Nacional      | Assunção | Distrito Capital | Quinto Lugar                                                               | --      | --         | 2 (1909, 1911) | 10            |
| Club Olimpia       | Assunção | Distrito Capital | Vice Campeão                                                               | --      | --         | 2 (1912, 1914) | 10            |
| Sol de América     | Assunção | Distrito Capital | Quarto Lugar                                                               | --      | --         | 0 (não possui) | 5             |
| Mariscal López     | Assunção | Distrito Capital | Segundo Lugar no Campeonato Paraguaio de Futebol de 1915 - Segunda Divisão | --      | --         | 0 (não possui) | 1             |

## Premiação
| Campeonato Paraguaio 1916 Primeira Divisão |
| Assunção                                   |
| ------------------------------------------ |
| Club Olímpia Campeão (3º título)           |